# Charles Lennox, 3. vévoda z Richmondu
Charles Lennox, 3. vévoda z Richmondu (Charles Lennox, 3rd Duke of Richmond, 3rd Earl Darnley and March, 3rd Baron Setrington, 3rd Baron Lennox of Torboltoun, duc d'Aubigny) (22. února 1735, Londýn, Anglie – 29. prosince 1806, Goodwood House, Anglie) byl britský maršál, státník, diplomat a dvořan. Patřil k nemanželskému potomstvu Karla II., od roku 1750 byl vévodou z Richmondu. Proslul jako vzdělaný politik a voják se širokým rozhledem, v několika vládách zastával různé úřady, v armádě dosáhl hodnosti polního maršála, uplatnil se i jako diplomat. Jeho bratrancem byl významný whigistický politik a trojnásobný ministr zahraničí Charles James Fox.

## Kariéra
Pocházel z nemanželského potomstva Karla II. a jeho milenky, vévodkyně z Portsmouthu. Byl třetím synem generála a dvořana Charlese Lennoxe, 2. vévody z Richmondu (měl dva starší bratry, kteří ale zemřeli v dětství), po matce Sarah Cadogan (1706–1751) byl vnukem vojevůdce a diplomata Williama, 1. hraběte Cadogana. V dětství jako otcův dědic užíval titul hrabě Darnley, titul vévody z Richmondu zdědil v roce 1750. Studoval ve Westminsteru, od roku 1751 sloužil v armádě a souběžně pokračoval ve vzdělávání na univerzitě v Leidenu. V roce 1755 byl jmenován členem Královské společnosti a téhož roku vstoupil jako vévoda do Sněmovny lordů.
Jako voják se aktivně zúčastnil sedmileté války, v roce 1758 byl povýšen na plukovníka a byl pobočníkem pruského maršála, prince Ferdinanda Brunšvického. V roce 1761 dosáhl hodnosti generálmajora. Zároveň byl od roku 1760 lordem komořím Jiřího III. a od roku 1763 až do smrti lordem místodržitelem v hrabství Sussex. V letech 1765–1766 byl vyslancem v Paříži, kde od Ludvíka XV. dostal darem unikátní kolekci porcelánu z manufaktury v Sèvres. Ludvík XV. mu později v roce 1776 potvrdil nárok na titul vévody d'Aubigny, který užívala jeho prababička Louise de Keroual, milenka Karla II. Od roku 1765 byl zároveň členem Tajné rady a po návratu z Paříže se stal státním sekretářem vnitra (1766) v Rockinghamově vládě.

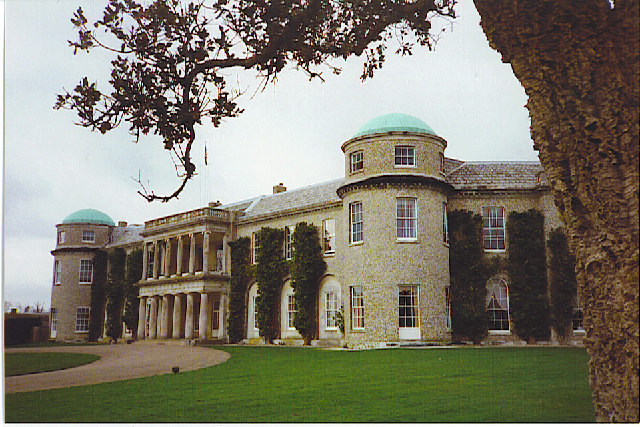
Zámek Goodwood House (Sussex), hlavní sídlo vévodů z Richmondu

V letech 1770–1782 byl v dlouholeté opozici proti vládě lorda Fredericka Northa a jako přední řečník whigů ve Sněmovně lordů byl odpůrcem války proti americkým koloniím, v roce 1778 požadoval stažení britské armády z USA. Předložil také návrh reformy volebního systému, prosazoval umírněnou politiku vůči Irsku a i svými dalšími názory získal přezdívku radikální vévoda. V druhé Rockinghamově vládě zastával funkci generálního polního zbrojmistra (Master General of the Ordnance) (1782–1783), v roce 1782 obdržel Podvazkový řád a dosáhl hodnosti generála. Mezitím zmírnil své politické postoje a přešel k toryům, takže ve funkci generálního polního zbrojmistra zasedal ještě řadu let v Pittově vládě (1784–1795). V roce 1782 i 1784 střídal v této funkci maršála George Townshenda. Zasloužil se o reformy v armádě, především v dělostřelectvu, po odchodu z vlády byl povýšen na polního maršála (1796).

## Rodina
Jeho manželkou byla Mary Bruce (1740–1796), dcera 4. hraběte z Elginu ze starobylé skotské šlechty, po matce vnučka 4. vévody z Argyllu. Jejich manželství zůstalo bez potomstva, vévoda z Richmondu měl jen nelegitimní dceru Henriettu. Titul vévody z Richmondu zdědil synovec Charles Lennox, 4. vévoda z Richmondu (1764–1819), pozdější místokrál v Irsku a generální guvernér Kanady.
Mladší bratr 3. vévody z Richmondu, lord George Henry Lennox (1737–1805) byl dlouholetým členem Dolní sněmovny, souběžně sloužil v armádě, v hodnosti brigádního generála doprovázel staršího bratra v roce 1765 do Paříže, později dosáhl hodnosti generála a byl dlouholetým guvernérem Toweru.